# Wessex
Se spune că Regatul Wessex a fost întemeiat de doi generali saxoni: Cerdic și Cynric, în jurul anului 495, care au atins uscatul în apropierea orașului Southampton, apoi au traversat ținutul Hampshire și bazinul superior al Tamisei.
Regatul Wessex a devenit regat independent în anul 519. In timpul domniei lui Ceawlin (nepotul lui Cerdic, care a domnit între 560- aproximativ 591) regatul s-a extins pe cursul inferior al râului Severn, cuprinzând ținuturile Gloucester, Bath și Cirencester. În această perioadă încep conflictele cu regatul vecin al Merciei. El este menționat de către Sfântul Beda Venerabilul ca fiind al doilea rege care deține un regat în Marea Britanie. Acesta l-a învins pe Aethelberth al Kentului, într-un loc numit Wibbandun în anul 568.
Ceawlin a fost expulzat în anul 592, de către Ceol, nepotul său, care a domnit cinci ani. La tron a urmat fratele lui Ceol, Ceowulf, care a domnit între 597 și 611. Apoi a urmat Cynegils (611-643), fiul lui Ceol.
Regatele Northumbria și Mercia au amenințat Regatul Wessex. Acesta a pierdut provinciile Gloucestershire, Worcestershire și sud-vestul Warwickshireului, care a fost câștigat de Penda a Merciei. Cynegils a fost urmat la tron de către fiul său, Ceanwalh (643-672). Ceanwalh s-a căsătorit cu sora lui Penda, dar a eliminat-o curând. Pentru aceasta el a fost trimis în exil (645-648).
În curând, însă, Regatul Wessex devine egal cu regatele Northumbria și Mercia. Cadwalla (685-688) a extins foarte mult regatul, care în timpul domniei sale cuprindea ținuturile Kent, Surrey, insula Wight și Sussex. Urmașul lui Cadwalla, Ine (688-726), a extins regatul din nou, înglobând și zonele Devon și Cornwall. Începând din anul 802 a început domnia lui Egbert, care s-a sfârșit în anul 839. În anul 825, Egbert i-a învins pe mercieni la Ellandon.
El invadează Kentul, și-l detronează pe Regele Baldred. La tron este instalat fiul lui Egbert, Aethulwulf. Sub-regatele Essex, Sussex și Suthrige îi sunt supuse lui Egbert. După moartea lui Egbert au început să pătrundă foarte puternic danezii în Anglia. Alfred cel Mare (871-899) va ocupa Londra cel mai târziu în anul 886. În secolul X, mai exact în anul 926, nepotul lui Alfred, Athelstan i-a învins pe danezi și a reușit să unifice Anglia, devenind unicul conducător.
Scriitorul Thomas Hardy a folosit termenul de ,,Wessex”, pentru a desemna o regiune fictivă din sud-vestul Angliei, cu capitala la Dorset.